# Colobothea brullei
Colobothea brullei là một loài bọ cánh cứng trong họ Cerambycidae.